# Дерево (оповідання)
Дерево (англ. The Tree) — оповідання американського письменника-фантаста Говарда Лавкрафта, написане у 1920 році та опубліковане у жовтні 1921 року в журналі «The Tryout» Дія оповідання розгортається у Стародавній Греції, де двоє скульпторів беруться за замовлення з іронічними наслідками.
Лавкрафт написав «Дерево» на початку своєї кар'єри. У листі 1936 року він зневажливо відгукнувся про це оповідання. Такі оповідання, говорив він, «якщо їх надрукувати на хорошому папері, вийде чудовий папір для полиці, але не більше того» Авторитетний лавкрафтівець С. Т. Джоші оцінював оповідання так: хоча воно «може бути очевидною дрібницею… воно є ефективним проявом майстерності Лавкрафта в роботі з історичним середовищем».

## Сюжет

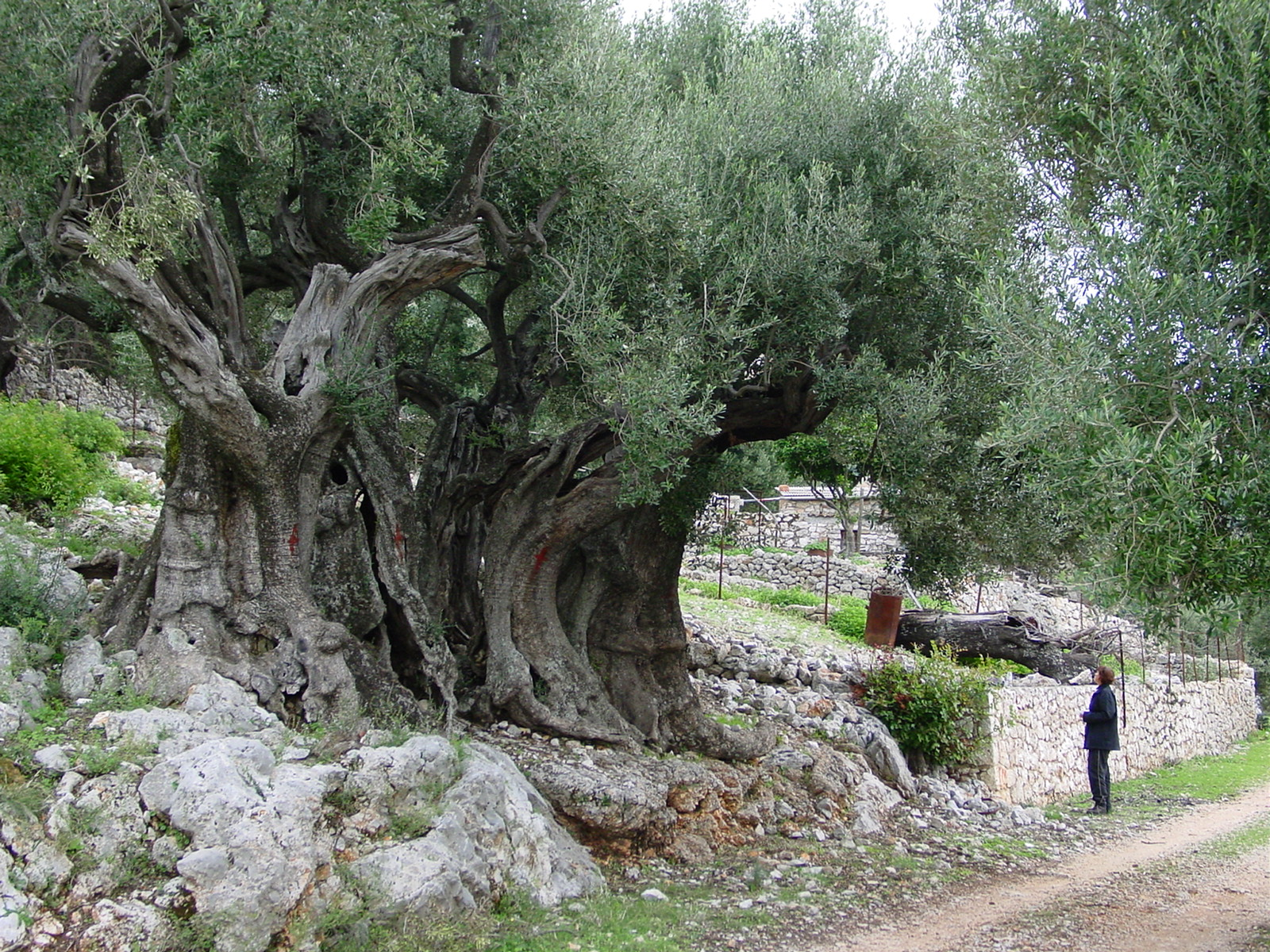
Вважається, що цьому оливковому дереву на грецькому острові Ітака понад 1500 років.

На схилі гори Меналус в Аркадії є оливковий гай, що росте навколо мармурової гробниці та руїн старої вілли. Там одне велетенське дерево нагадує страхітливо спотворену людину, а коріння дерева зрушило блоки гробниці.
Оповідач пояснює, що пасічник, який живе по сусідству, розповів йому історію про дерево: Два відомі скульптори, Калос і Мусідес, жили у віллі з колонадою, яка свого часу була «блискучою». Обидва чоловіки створили роботи, які були широко відомі і прославлені. Вони були відданими друзями, але різними за вдачею: Мусідес насолоджувався нічним життям, тоді як Калос віддавав перевагу тиші оливкового гаю. Саме там, за переказами, він отримував своє натхнення.
Одного дня посланці від «тирана Сіракузського» просять скульпторів створити статую Тихе (грец. τύχη, букв. «фортуна, доля»). Статуя, за їхніми словами, повинна бути «великого розміру і хитрої роботи», оскільки вона має стати «дивом для народів і метою для мандрівників». Найкрасивіша статуя буде встановлена в місті тирана, Сіракузах. Калос і Мусідес приймають замовлення. Потай тиран очікує, що скульптори не лише змагатимуться, але й співпрацюватимуть, що призведе до створення справді чудової статуї.
Робота триває, і хоча Мусідес все ще соціальний і активний, він здається похмурим — мабуть, через те, що Калос захворів. Попри ослаблений стан Калоса, його відвідувачі помічають у ньому спокій, який контрастує з тривогою Мусідеса. Попри зусилля лікарів і друга Мусідеса, Калос слабшає. Коли смерть Калоса здається неминучою, Мусідес плаче і обіцяє вирізьбити для нього вишукану мармурову гробницю. Калос просить, щоб біля його голови поклали гілочки з певних оливкових дерев у гаю. Невдовзі Калос помирає в оливковому гаю.
Мусідес будує могилу і ховає оливкові гілочки. З місця поховання гілочок виростає величезне оливкове дерево з неймовірною швидкістю. Особливо велика гілка нависає над віллою і статуєю Мусідеса.
Через три роки Мусідес завершує роботу над статуєю. Приїжджають агенти тирана, які вирушають до міста, щоб залишитися на ніч. Того вечора з гори здіймається буря. Коли наступного ранку люди тирана повертаються до вілли, вони бачать, що вона повністю зруйнована: велика гілка дерева впала, а статуя Мусідеса розтрощена на невпізнанні шматки. Самого Мусідеса ніде немає.
Кінець історії нагадує латинський афоризм, що передує тексту: «Fata viam invenient» («Доля знайде спосіб»).